# Poliomielitis
La poliomielitis, també anomenada pòlio, paràlisi infantil i malaltia de Heine-Medin, és una malaltia infecciosa vírica aguda que es transmet d'una persona a l'altra principalment per via fecal-oral. Tot i que aproximadament el 90% de les infeccions per pòlio no causen cap mena de símptomes, els individus afectats poden presentar una varietat de símptomes si el virus entra al flux sanguini.
En aproximadament l'1% dels casos, el virus entra al sistema nerviós central, infectant i destruint preferentment neurones motrius, provocant feblesa muscular i paràlisi flàccida. Poden produir-se diferents tipus de paràlisi, depenent de quins nervis estiguin afectats.
La pòlio espinal és la forma més comuna, i es caracteritza per una paràlisi asimètrica que en la majoria de casos afecta les cames. La pòlio bulbar causa una debilitat dels músculs innervats pels nervis cranials. La pòlio bulboespinal és una combinació de paràlisis bulbar i espinal.

## Etimologia
El terme en català deriva dels mots grecs poliós (πολιός), "gris"; i myelós (µυελός), en referència a la "medul·la espinal", i el sufix -itis, que denota inflamació.

## Història
La poliomielitis fou reconeguda per primer cop com una malaltia distinta per Jakob Heine el 1840. El seu agent causant, el poliovirus, fou identificat el 1908 per Karl Landsteiner. Tot i que abans de finals del segle xix no s'havia conegut cap gran epidèmia de pòlio, la poliomielitis es convertí en una de les malalties d'infància més temudes del segle xx.
Les epidèmies de pòlio han esguerrat milers de persones, principalment infants joves; la malaltia ha provocat paràlisi i mort durant gran part de la història humana. La pòlio havia existit tranquil·lament com un patogen endèmic fins a la dècada del 1880, quan començaren a produir-se les primeres grans epidèmies a Europa; poc després, aparegueren epidèmies de gran abast als Estats Units. Ja el 1910, gran part del món sofrí un dràstic augment dels casos de poliomielitis i epidèmies freqüents esdevingueren habituals, principalment a les ciutats durant els mesos d'estiu. Aquestes epidèmies (que deixaren milers d'infants i adults paralitzats) foren un estímul per una "Gran Cursa" vers el desenvolupament d'un vaccí.
S'atribueix als vaccins contra la poliomielitis desenvolupats per Jonas Salk el 1952 i Albert Sabin el 1962 el fet d'haver reduït el nombre global de casos de pòlio per any de molts centenars de miler a aproximadament un miler. Els esforços de vaccinació millorats encapçalats per l'Organització Mundial de la Salut, l'UNICEF i Rotary International podrien resultar en l'erradicació global de la malaltia.

## Epidemiologia

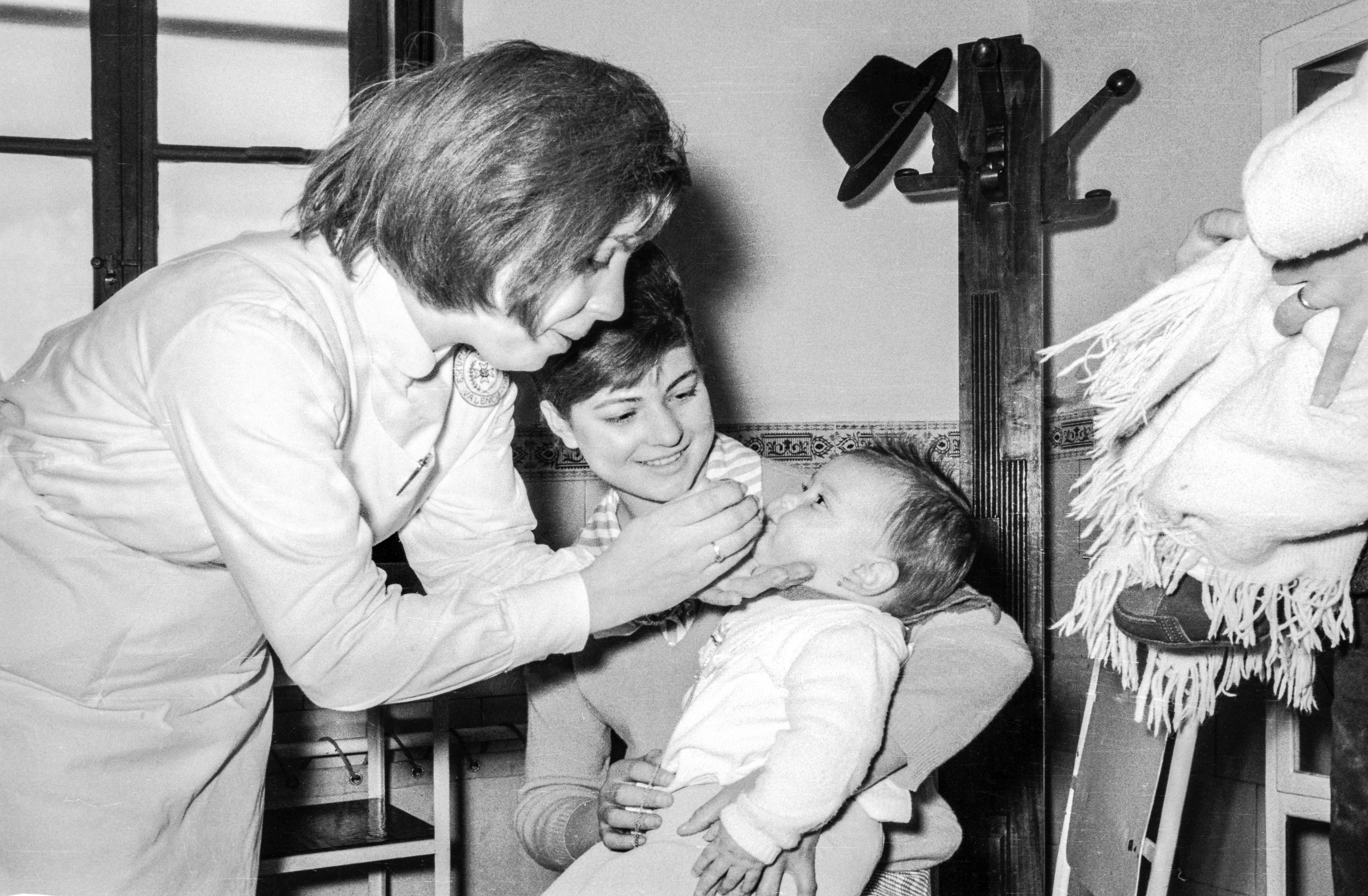
Administració del vaccí oral contra la poliomielitis (Alginet, 1963).

L'Organització Mundial de la Salut declara que una zona està lliure d'una malaltia quan transcorren tres anys sense que es doni cap cas.
El 1994, l'OMS va considerar la regió d'Amèrica (36 països) lliure de pòlio, l'any 2000 ho va fer amb la Regió del Pacífic (37 països, incloent la Xina). El 2002 es va declarar la Regió Europea.
L'OMS va començar la seva campanya per suprimir la poliomielitis el 1988. En aquesta època continuava sent endèmica en tot el món, i de fet aquell any n'hi va haver 350.000 infectats. Durant 2005, solament unes 1.880 persones a tot el món van contreure la malaltia. A començaments de 2006, i després d'haver estat suprimida d'Egipte i el Níger, l'OMS va declarar que només quedaven quatre països en el món en el qual la malaltia continua sent endèmica. Aquests són Nigèria, l'Índia, Pakistan i l'Afganistan. L'OMS, Unicef, els Centres per al Control i la Prevenció de Malalties dels Estats Units (CDC) i Rotary International, han anunciat que duplicaran els esforços en aquells països, amb la qual cosa estimen que en dos anys més no es produiran nous casos de la malaltia. Després caldrà esperar tres anys més perquè la poliomielitis sigui declarada oficialment com a suprimida.
Si s'aconsegueix serà la tercera malaltia infecciosa eliminada de la faç de la terra. La primera va ser la verola, i la segona la pesta bovina.

## Causa

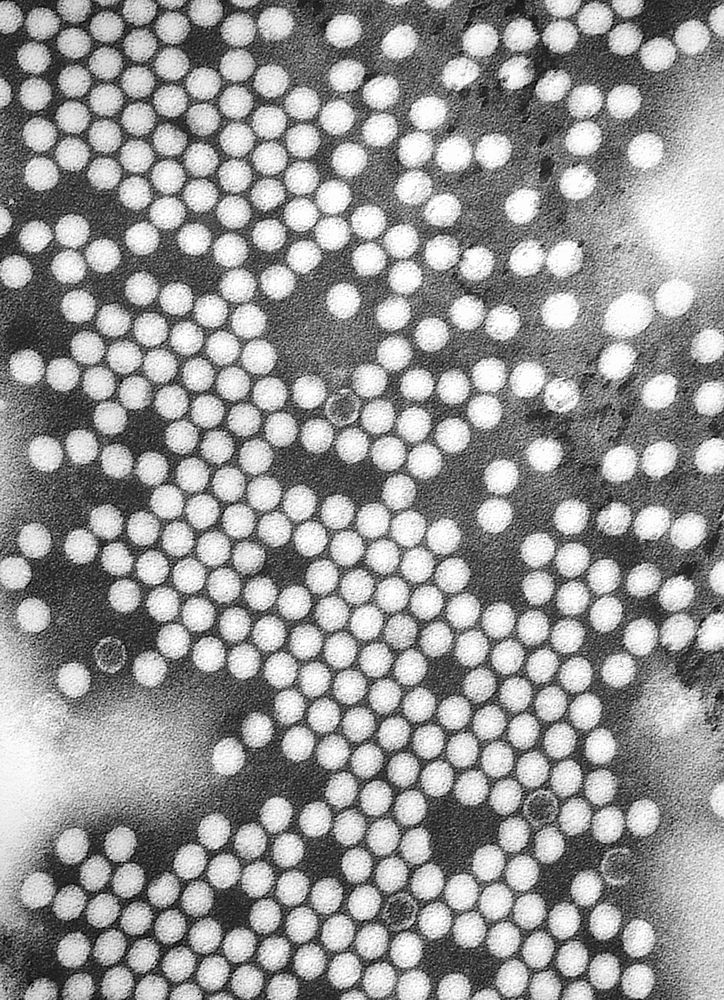
Micrografia al microscopi electrònic de transmissió del poliovirus.

La poliomielitis és causada per la infecció amb un membre del gènere Enterovirus conegut com a poliovirus (PV). Aquest grup de virus ARN prefereix habitar al tracte gastrointestinal. PV infecta i causa malaltia només als humans. La seva estructura és molt senzilla, i es compon d'un únic genoma d'ARN positiu tancat dins d'una carcassa proteica anomenada càpsida. A més de protegir el material genètic del virus, les proteïnes de la càpsida permeten als poliovirus infectar diversos tipus de cèl·lules. S'han identificat tres serotips de poliovirus: el poliovirus de tipus I (PV1), de tipus II (PV2) i de tipus III (PV3), cadascun amb una proteïna de la càpsida lleugerament diferent. Tots tres són extremament virulents i causen els mateixos símptomes de la malaltia. El PV1 és la forma que es troba més sovint, i la més associada a la paràlisi.
Els individus que són exposats al virus, sigui per infecció o per immunització amb el vaccí contra la pòlio, desenvolupen immunitat. En els individus immunes, hi ha anticossos IgA contra els antivirus a les amígdales i el tracte gastrointestinal, que són capaços de bloquejar la replicació vírica; els anticossos IgG i IgM poden evitar que el PV s'estengui a les neurones motrius del sistema nerviós central. La infecció o vaccinació amb un serotip de poliovirus no proporciona immunitat contra els altres serotips, i una immunització completa requereix exposar-se a tots els serotips.

## Transmissió
La poliomielitis és molt contagiosa i es transmet fàcilment amb el contacte entre humans. En àrees endèmiques, els poliovirus salvatges poden infectar pràcticament tota la població humana. Als climes temperats és estacional, i el període màxim de transmissió es produeix a la tardor i l'estiu. Aquestes diferències són molt menys pronunciades en zones tropicals. El temps que passa entre l'exposició inicial i l'aparició dels primers símptomes, conegut com a període d'incubació, sol ser d'entre 6 i 20 dies, amb una variació màxima d'entre 3 i 35 dies. Les partícules víriques són excretades amb els fems durant diverses setmanes després de la infecció inicial. La malaltia es transmet principalment per via fecal-oral, quan s'ingereixen aliments o aigua contaminats. De vegades es transmet per via oral-oral, un mode especialment visible en àrees amb un sanejament i una higiene bons. La pòlio és especialment contagiós entre 7-10 dies abans i 7-10 dies després de l'aparició dels símptomes, però la transmissió és possible mentre el virus romangui a la saliva o la femta.
Els factors que augmenten el risc d'infecció per pòlio o que afecten la gravetat de la malaltia inclouen la immunodeficiència, la malnutrició, l'amigdalectomia, l'activitat física immediatament després de l'inici de la paràlisi,
lesions dels músculs esquelètics degudes a la injecció de vaccins o agents terapèutics
i l'embaràs.
Tot i que el virus pot travessar la placenta durant l'embaràs, no sembla que el fetus estigui afectat ni per la infecció materna ni per la vaccinació contra la pòlio.
Els anticossos materns també travessen la placenta, proporcionant una immunitat passiva que protegeix l'infant de la infecció per pòlio durant els seus primers mesos de vida.

## Classificació
| Resultat                          | Proporció de casos     |
| --------------------------------- | ---------------------- |
| Asimptomàtica                     | 90–95%                 |
| Malaltia lleu                     | 4–8%                   |
| Meningitis asèptica no paralítica | 1–2%                   |
| Poliomielitis paralítica          | 0.1–0,5%               |
| — Pòlio espinal                   | 79% of paralytic cases |
| — Pòlio bulbopespinal             | 19% of paralytic cases |
| — Pòlio bulbar                    | 2% of paralytic cases  |

El terme "poliomielitis" es fa servir per identificar la malaltia causada per qualsevol dels tres serotips de poliovirus. Es coneixen dos patrons bàsics d'infecció per pòlio: una malaltia lleu que no afecta el sistema nerviós central (SNC), denominada de vegades "poliomielitis abortiva"; i una malaltia greu que afecta el SNC, que pot ser paralítica o no paralítica. En la majoria de gent amb un sistema immunitari normal, les infeccions per poliovirus són asimptomàtiques. Rarament, la infecció provoca símptomes lleus, que poden incloure símptomes del tracte respiratori (mal de coll), febre, malestar gastrointestinal (nàusees, vòmits, dolor abdominal, restrenyiment o, rarament, diarrea), així com malalties semblants a la grip.
El virus penetra el sistema nerviós central en aproximadament el 3% d'infeccions. La majoria de pacients amb afectació del SNC desenvolupen meningitis asèptica no paralítica, amb símptomes que inclouen mal de cap, coll, esquena, dolors abdominals i de les extremitats, febre, vòmits, letargia i irritabilitat. Aproximadament entre 1 de cada 200 i 1 de cada 1.000 casos progressen a la malaltia paralítica, en què els músculs es tornen febles, caiguts i difícils de controlar, i finalment, paralitzats. Aquesta condició és coneguda com a paràlisi flàccida aguda. Segons el lloc d'infecció, la poliomielitis paralítica es classifica com a espinal, bulbar o bulboespinal. En casos rars, normalment només en infants, es pot produir encefalitis, una infecció del teixit cerebral mateix. Es caracteritza per confusió, canvis d'estat mental, mal de caps, febre i, menys sovint, convulsions i paràlisi espàstica.

## Fisiopatologia

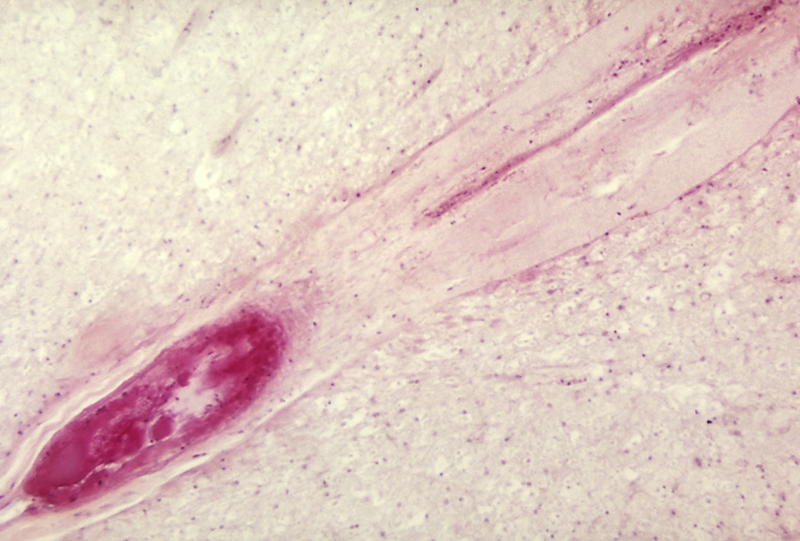
Un bloqueig de l'artèria lumbar anterior de la medul·la espinal degut a pòlio (PV3).

El poliovirus entra al cos a través de la boca, infectant les primeres cèl·lules amb què entra en contacte: la faringe i la mucosa intestinal. Hi accedeix mitjançant la unió a un receptor de tipus immunoglobulina, conegut com a receptor del poliovirus o CD155, situat a la membrana cel·lular. Aleshores, el virus aconsegueix el control dels mecanismes de la cèl·lula hoste i comença a replicar-se. El poliovirus es divideix dins les cèl·lules gastrointestinals durant aproximadament una setmana, i d'allí s'estén a les amígdales (més concretament, a les cèl·lules dendrítiques fol·liculars residents als centres germinals de les amígdales), el teixit limfoide intestinal (incloent-hi les cèl·lules M de les plaques de Peyer) i els ganglis limfàtics profunds cervicals i mesentèrics, on es multiplica abundantment. El virus és posteriorment absorbit al flux sanguini.
La presència del virus al flux sanguini, coneguda com a virèmia, li permet estendre's àmpliament pel cos. El poliovirus pot sobreviure i multiplicar-se a la sang i els ganglis limfàtics durant períodes llargs de temps, de vegades fins a 17 setmanes.
En una petita proporció dels casos, es pot estendre i replicar-se en altres llocs com ara el teixit adipós marró, els teixits reticuloendotelials o els músculs.
Aquesta replicació sostinguda provoca una virèmia greu, i fa que apareguin símptomes lleus semblants als de la grip. En casos rars, això pot progressar i el virus envaeix el sistema nerviós central, provocant una resposta inflamatòria local. En la majoria de casos, això provoca una inflamació autolimitada de les meninges, les capes de teixit que envolten el cervell, una condició coneguda com a "meningitis asèptica no paralítica". La penetració al SNC no proporciona cap benefici conegut al virus, i és bastant possible que sigui una desviació secundària d'una infecció gastrointestinal normal.
Els mecanismes pels quals el poliovirus s'estén al SNC no estan ben compresos, però sembla que es tracta d'un esdeveniment casual independent de l'edat, el sexe i la posició socioeconòmica de l'invididu.

### Pòlio paralítica
En aproximadament un 1% de les infeccions, el poliovirus s'estén a través de certes rutes de fibra nerviosa, reproduint-se preferentment a l'interior de neurones motrius de la medul·la òssia, el tronc de l'encèfal o l'escorça motriu, destruint-les en el procés. Això provoca el desenvolupament de poliomielitis paralítica, les diverses formes de la qual (espinal, bulbar o bulboespinal) només es diferencien en la quantitat de danys neuronals i inflamació que es produeix i en la regió del SNC que queda afectada.
La destrucció de cèl·lules neuronals causa lesions als ganglis espinals; també pot causar-ne a la formació reticular, els nuclis vestibulars, el vermis i els nuclis profunds del cerebel. La inflamació associada amb la destrucció de cèl·lules nervioses sovint altera el color i l'aparença de la substància grisa de la columna vertebral, fent que tingui un aspecte vermellós i inflat. Altres canvis destructius associats amb la malaltia paralítica es produeixen a la regió del prosencèfal, més concretament a l'hipotàlem i el tàlem. Els mecanismes moleculars pels quals els poliovirus provoquen una malaltia paralítica no estan ben compresos.
Els primers símptomes de pòlio paralítica inclouen una febre alta, mal de cap, rigidesa del cap i el coll, feblesa asimètrica de diversos músculs, sensibilitat al tacte, dificultat a l'hora d'empassar, dolors musculars, pèrdua de reflexos superficials i profunds, parestèsia (pessigolleig o formigueig), irritabilitat, restrenyiment o dificultats per orinar. La paràlisi sol aparèixer entre un i deu dies després de l'inici dels símptomes, progressa durant dos o tres dies, i sol ser completa quan la febre remet.
La probabilitat de desenvolupar pòlio paralítica s'incrementa amb l'edat, igual que el grau de paràlisi. En els infants, la meningitis no paralítica és la conseqüència més probable d'una afectació del SNC, i la paràlisi només afecta 1 de cada 1.000 casos. En els adults, la paràlisi afecta 1 de cada 75 casos. En els infants de menys de cinc anys, el més comú és que quedi paralitzada una cama; en els adults és més probable una paràlisi extensa del tòrax i l'abdomen que també afecti les quatre extremitats (tetraplegia). La taxa de paràlisi també varia segons el serotip del poliovirus de què es tracti; la taxa més alta (1 de cada 200) està associada amb el poliovirus de tipus I, mentre que la més baixa (1 de cada 2.000) està associada amb el tipus II.

#### Pòlio espinal

La situació de les neurones motrius a les cèl·lules de la banya anterior de la columna vertebral.

La pòlio espinal és la forma més comuna de poliomielitis paralítica; és el resultat de la invasió vírica de les neurones motrius de les cèl·lules de la banya anterior, o la secció ventral (del davant) de substància grisa de la columna vertebral, que s'encarreguen del moviment dels músculs, incloent-hi els del tronc, les extremitats i els músculs intercostals.
La invasió vírica provoca la inflamació de les cèl·lules nervioses, causant danys o la destrucció dels ganglis de les neurones motrius. Quan moren les neurones espinals es produeix una degeneració wal·leriana, provocant la feblesa dels músculs que estaven innervats per les neurones que han mort. Amb la destrucció de les cèl·lules nervioses, els músculs ja no reben senyals del cervell o la medul·la òssia; sense estimulació nerviosa, els músculs s'atrofien, tornant-se febles, caiguts i difícils de controlar, i finalment queden completament paralitzats. El progrés cap a la paràlisi màxima és ràpid (entre dos i quatre dies) i sol estar associat amb febre i dolors musculars. Els reflexos tendinosos profunds també queden afectats, i solen estar absents o reduïts; tanmateix, la sensació de les extremitats paralitzades roman intacta.

## Tractament
La poliomielitis no té cap tractament que la curi; només la vaccinació pot protegir eficaçment l'ésser humà. És administrat per injecció subcutània o per ingestió. En infants n'assegura la immunitat durant 5 anys amb la condició que se n'administri un reforç passats els 12 mesos. En adults, el reforç es pot fer cada 10 anys. El vaccí fou desenvolupat pel microbiòleg americà Jonas Edward Salk el 1952. Gràcies a les campanyes massives de vaccinació la freqüència de la malaltia ha disminuït molt notablement arreu del món, fins al punt de gairebé erradicar la malaltia a tot el planeta:
- El tipus II (Lansing) va desaparèixer del planeta el 1999.
- El tipus III (Leon) sembla quedar confinada a l'Àfrica, fora d'Egipte.
- El vaccí monovalent bucal, batejat com a mOPV, tipus 1 (Brunhilde), indueix una resposta immunitària del 70%.

## Cultura i societat
La novel·la de Philip Roth Nemesis (2010) explora l'efecte d'una epidèmia de poliomielitis l'any 1944 en una comunitat jueva de Newark.